# Lukáš Pokorný
Lukáš Pokorný (* 5. července 1993) je bývalý český fotbalový obránce a reprezentant. Na klubové úrovni působil mimo ČR ve Francii.

## Klubová kariéra

### FC Slovan Liberec
Lukáš Pokorný zahájil profesionální kariéru v dresu FC Slovan Liberec, jehož je odchovancem.
V sezoně 2013/14 se dostal do A-mužstva Liberce, v 1. české lize debutoval 2. března 2014 pod trenérem Jaroslavem Šilhavým proti FC Vysočina Jihlava (výhra 3:2). Celkem v sezoně 2013/14 odehrál 5 zápasů (3 výhry, 2 prohry), gól nedal. 18. 4. 2015 vstřelil svůj premiérový gól v Synot lize, šlo o vítězný gól v utkání proti AC Sparta Praha (výhra 2:1). Se Slovanem Liberec v sezóně 2014/15 podstoupil boje o záchranu v 1. české lize, ta se zdařila. S týmem navíc vybojoval triumf v českém poháru. Díky tomu se s Libercem představil v Evropské lize 2015/16. V prvním zápase play-off předkola proti chorvatskému mužstvu HNK Hajduk Split rozhodl vítězným gólem o výhře Slovanu 1:0. 

V sezoně 2016/17 si při zápase s Plzní (prohra 0:1) poranil koleno a na hřiště se vrátil v utkání se Spartou (remíza 0:0). V Liberci plnil roli kapitána týmu.

### Montpellier HSC
V lednu 2017 přestoupil za odhadovanou částku 1,5 mil. eur (cca 40 milionů Kč) do francouzského prvoligového klubu Montpellier HSC, kde podepsal smlouvu na 3,5 roku. V Ligue 1 debutoval 27. ledna 2017 proti domácímu týmu Olympique Marseille, trenér Frédéric Hantz jej poslal na hřiště v 82. minutě za stavu 4:1 pro Olympique (konečný výsledek 5:1). Za Montpellier na podzim 2017 po změně trenéra nastupoval v B-týmu.

### SK Slavia Praha
V lednu 2018 se vrátil do České republiky a podepsal smlouvu s SK Slavia Praha.

## Reprezentační kariéra
V srpnu 2016 byl poprvé nominován trenérem Karlem Jarolímem do českého reprezentačního A-týmu pro přípravný zápas s Arménií, v němž zároveň debutoval (31. srpna, výhra 3:0). Odehrál první poločas.

### Reprezentační zápasy
Zápasy Lukáše Pokorného v A-týmu české reprezentace
| 2016                | 1 | 0 |
| Celkem              | 1 | 0 |
| Platí k 28. 1. 2018 |   |   |